# Генералов, Сергей Сергеевич
Сергей Сергеевич Генералов (20 марта 1899, Камышин, Астраханская губерния, Российская империя —неизвестно) — советский государственный деятель, участник революционного движения и Гражданской войны. Народный комиссар финансов Казахской ССР.

## Биография
Сергей Генералов родился 20 марта 1893 года в русской семье в Камышине Саратовской губернии (ныне Волгоградская область). 
В 1908 году окончил четырёхклассное городское училище в Астрахани. Сразу после этого начал свою трудовую деятельность, служа в Казённой палате, а затем в качестве бухгалтера Киргизского (Казахского) казначейства.
В 1915-1916 годах Генералов учился в юнкерской школе, что дало ему военное образование. В марте 1917 года, во время Февральской революции, он начал политическую деятельность в Урде, где сначала был секретарём, а затем председателем Ханско-Ставочного исполкома. 
После Октябрьской революции он активно участвовал в становлении новой советской власти. В 1918 году стал комиссаром Казённой палаты и заведующим губернским отделом юстиции в Астрахани. В этот же период он был председателем губернской ЧК, одной из ключевых фигур в борьбе с контрреволюцией. В январе-июле 1918 года работал уполномоченным по снабжению Реввоенсовета Кавказского фронта, в частности, в Саратове и Самаре.
С 1919 по 1921 годы Генералов служил в Красной Армии в должности военного комиссара разведывательного отряда Реввоенсовета 11-й армии. Затем его направили на Северный Кавказ, где он был уполномоченным по созданию ЧК при Северо-Кавказском революционном комитете.
В феврале 1921 года Сергей Генералов переехал в Омск, где возглавил информационно-статистический отдел и был секретарём уездного комитета РКП(б). 
В июне 1921 года его назначили членом коллегии Наркомата юстиции Казахской АССР. В том же году он занял пост ответственного секретаря Оренбургского райкома РКП(б), а также работал в Верховном трибунале Казахской АССР.
С января по июнь 1922 года Генералов занимал пост наркома финансов Казахской АССР. 
Позднее он был направлен на обследование рыбных промыслов Каспийского побережья в качестве уполномоченного Наркомпрода КАССР.
С августа по декабрь 1922 года Сергей Генералов занимал пост заместителя Полномочного представителя Киргизской АССР при Наркомате по делам национальностей РСФСР в Москве под руководством Таначева Валидхана. 
С февраля 1923 года вновь исполнял обязанности заместителя наркома финансов КАССР.
После этого Сергей Генералов работал на различных должностях, включая главного инспектора Государственного банка СССР и начальника управления Наркомата водного транспорта СССР.
В 1938 году Сергей Генералов был арестован в ходе сталинских репрессий. В мае 1939 года его приговорили к заключению, и он умер в лагере НКВД СССР. В 1956 году Генералов был посмертно реабилитирован.
Сергей Генералов был делегатом 2-го съезда Совета Казахстана в 1921 году. Он также был членом Киргизского (Казахского) Центрального исполнительного комитета (КирЦИК) в 1922-1923 годах.

### Семья
Сергей Сергеевич был женат и имел двоих детей.